# Trường Trung học phổ thông chuyên Lê Hồng Phong, Ninh Bình
Trường Trung học phổ thông chuyên Lê Hồng Phong là trường trung học phổ thông chuyên hệ công lập của tỉnh Nam Định, Việt Nam. Trường được thành lập theo nghị định số 2455 do Toàn quyền Đông Dương Maurice Long ký vào ngày 24 tháng 8 năm 1920 với tên gọi trường Thành Chung Nam Định. Nhiều nhân vật nổi tiếng trong lịch sử Đông Dương từng học ở trường này.

## Lịch sử
- 24-08-1920: Trường Thành Chung Nam Định ra đời theo nghị định số 2455 do Toàn quyền Đông Dương Maurice Long ký.
- 1946: Trường đổi tên thành trường trung học chuyên khoa Nguyễn Khuyến. Khi Chiến tranh Đông Dương bùng nổ, trường chuyển đến xã Yên Mô, huyện Yên Mô, tỉnh Ninh Bình.
- 1949: Trường THCK Nguyễn Khuyến chuyển vào thôn Ngô Xá, xã Đại Đồng, huyện Thiệu Hóa, tỉnh Thanh Hóa, đổi tên thành trường THCK Nguyễn Thượng Hiền
- 1954: Trường được hợp nhất lại thành trường cấp 3 Liên khu 3 và trở về đặt trụ sở tại thành phố Nam Định.
- 1958: Trường đổi tên là trường Phổ thông cấp 3 Nam Định.
- 1959: Trường đổi tên thành trường Lê Hồng Phong.
- 1993:Trường mang tên là Trường Trung học phổ thông chuyên Lê Hồng Phong Nam Định.

## Cơ cấu tổ chức
Từ năm 2023, ban giám hiệu nhà trường gồm:
- Hiệu trưởng: Thạc sĩ Phạm Thanh Ngọc
- Hiệu phó:
  - Thầy Nguyễn Hữu Thiêm
  - Thầy Bùi Thái Học
- Chủ tịch ban chấp hành công đoàn trường: thầy Trần Văn Huy

## Danh sách học sinh đạt giải quốc tế
| Tên học sinh           | Kì thi                                    | Giải thưởng     | Năm học   |
| ---------------------- | ----------------------------------------- | --------------- | --------- |
| Đàm Thị Minh Trang     | Olympic Hóa Học quốc tế (IChO lần thứ 52) | Huy chương Vàng | 2019-2020 |
| Phạm Thanh Lâm         | Olympic Hóa học Quốc tế (IChO lần thứ 51) | Huy chương Bạc  | 2018-2019 |
| Hoàng Thanh Tùng       | Olympic Hóa học quốc tế (IChO lần thứ 50) | Huy chương Bạc  | 2017-2018 |
| Nguyễn Thành Trung     | Olympic Hóa học Quốc tế (IChO lần thứ 48) | Huy chương Bạc  | 2015-2016 |
| Đinh Thị Hương Thảo    | Olympic Vật Lý Quốc tế                    | Huy chương Vàng | 2014-2015 |
| Đinh Thị Hương Thảo    | Olympic Vật Lý châu Á                     | Huy chương Bạc  | 2014-2015 |
| Phạm Minh Đức          | Olympic Sinh học quốc tế                  | Huy chương Đồng | 2014-2015 |
| Phạm Minh Đức          | Olympic Sinh học quốc tế                  | Huy chương Đồng | 2013-2014 |
| Nguyễn Thị Minh Nguyệt | Olympic Tiếng Nga quốc tế                 | Huy chương Vàng | 2013-2014 |
| Trần Thị Thu Hương     | Olympic Vật lý Quốc tế                    | Huy chương Đồng | 2012-2013 |
| Đặng Tuấn Linh         | Olympic Vật lý châu Á                     | Bằng khen       | 2012-2013 |
| Nguyễn Thu Trang       | Olympic Sinh học Quốc tế                  | Huy chương Bạc  | 2011-2012 |
| Trần Đức Huy           | Olympic Sinh học Quốc tế                  | Huy chương Đồng | 2011-2012 |
| Đinh Việt Thắng        | Olympic Vật lý châu Á                     | Huy chương Bạc  | 2011-2012 |
| Đinh Việt Thắng        | Olympic Vật lý Quốc tế                    | Huy chương Đồng | 2011-2012 |
| Bùi Xuân Hiển          | Olympic Vật lý châu Á                     | Huy chương Đồng | 2011-2012 |
| Bùi Xuân Hiển          | Olympic Vật lý Quốc tế                    | Huy chương Đồng | 2011-2012 |
| Trần Thị Mai Hương     | Olympic Hóa học Quốc tế                   | Huy chương Đồng | 2011-2012 |
| Nguyễn Thu Trang       | Olympic Sinh học Quốc tế                  | Huy chương Đồng | 2010-2011 |
| Đặng Thu Trang         | Olympic Sinh học Quốc tế                  | Bằng khen       | 2010-2011 |
| Nguyễn Văn Thế         | Olympic Toán Quốc tế                      | Huy chương Đồng | 2010-2011 |
| Phạm Văn Quyền         | Olympic Vật lý Quốc tế                    | Huy chương Bạc  | 2009-2010 |
| Phạm Văn Quyền         | Olympic Vật lý Quốc tế                    | Huy chương Bạc  | 2008-2009 |
| Lương Kim Doanh        | Olympic Vật lý châu Á                     | Bằng khen       | 2006-2007 |
| Đinh Đăng Đức          | Olympic Vật lý châu Á                     | Huy chương Đồng | 2006-2007 |
| Trần Mạnh Tùng         | Olympic Vật lý châu Á                     | Bằng khen       | 2005-2006 |
| Đoàn Văn Khánh         | Olympic Vật lý Quốc tế                    | Huy chương Bạc  | 2003-2004 |
| Đoàn Văn Khánh         | Olympic Vật lý châu Á                     | Huy chương Bạc  | 2003-2004 |
| Nguyễn Đăng Hợp        | Olympic Toán Quốc tế                      | Huy chương Bạc  | 2002-2003 |
| Trần Công Toán         | Olympic Vật lý châu Á                     | Huy chương Bạc  | 2002-2003 |
| Hoàng Thu Quỳnh        | Olympic Tiếng Nga quốc tế                 | Huy chương Đồng | 2000-2001 |
| Trần Công Tú           | Olympic Sinh học Quốc tế                  | Huy chương Đồng | 2000-2001 |
| Nguyễn Trung Dũng      | Olympic Vật lý Quốc tế                    | Bằng khen       | 1999-2000 |
| Hoàng Tiến             | Olympic Vật lý châu Á                     | Bằng khen       | 1999-2000 |
| Vũ Việt Tài            | Olympic Toán châu Á-Thái Bình Dương       | Huy chương Bạc  | 1999-2000 |
| Hoàng Mạnh Quang       | Olympic Toán châu Á-Thái Bình Dương       | Huy chương Bạc  | 1998-1999 |
| Phạm Văn Quyền         | Olympic Toán châu Á-Thái Bình Dương       | Huy chương Đồng | 1998-1999 |
| Chu Văn Trung          | Olympic Sinh học Quốc tế                  | Huy chương Đồng | 1997-1998 |
| Nguyễn Anh Hoa         | Olympic Toán châu Á-Thái Bình Dương       | Huy chương Đồng | 1997-1998 |
| Trần Thế Truyền        | Olympic Vật lý Quốc tế                    | Huy chương Bạc  | 1996-1997 |
| Lương Văn Huấn         | Olympic Hóa học Quốc tế                   | Huy chương Đồng | 1996-1997 |
| Vũ Hải Sâm             | Olympic Toán châu Á-Thái Bình Dương       | Huy chương Bạc  | 1996-1997 |
| Đặng Thu Giang         | Olympic Tiếng Nga quốc tế                 | Huy chương Vàng | 1994-1995 |
| Cao Hồng Hạnh          | Olympic Tiếng Nga quốc tế                 | Huy chương Vàng | 1994-1995 |
| Nguyễn Quỳnh Hương     | Olympic Tiếng Nga quốc tế                 | Huy chương Vàng | 1994-1995 |
| Trần Vân Anh           | Olympic Tiếng Nga quốc tế                 | Huy chương Bạc  | 1994-1995 |
| Vũ Việt Hà             | Olympic Tiếng Nga quốc tế                 | Huy chương Đồng | 1994-1995 |
| Cao Minh Trí           | Olympic Tin học quốc tế                   | Huy chương Đồng | 1993-1994 |

## Cựu học sinh nổi tiếng

### Cách mạng - Chính trị
- Trường Chinh (1907-1989) Tổng bí thư Đảng Cộng sản Đông Dương (Tổng Bí thư Đảng Lao động Việt Nam- tức Đảng Cộng sản Việt Nam), Chủ tịch Hội đồng Nhà nước, Chủ tịch Quốc hội.
- Nguyễn Đức Cảnh (1908-1932) Bí thư đầu tiên của Thành ủy Hải Phòng, Tổng biên tập đầu tiên của báo Lao động.
- Đặng Châu Tuệ (1907-1998) Chủ bút Báo Than, Chủ tịch Ủy ban Hành chính lâm thời tỉnh Nam Định, Chủ tịch Ủy ban Kháng chiến Hành chính tỉnh Ninh Bình.
- Đặng Việt Châu (1914-1987) phó Thủ tướng Chính phủ.
- Nguyễn Cơ Thạch (1921-1998) Phó Chủ tịch Hội đồng Bộ trưởng (nay là Phó thủ tướng Chính phủ), Bộ trưởng Bộ Ngoại giao CHXHCN Việt Nam.
- Lê Đức Thọ (1911-1990) trưởng Ban tổ chức Trung ương, nhà ngoại giao nổi tiếng, từng được trao tặng giải Nobel Hòa bình cùng Henry Kissinger vào năm 1973 nhưng ông đã từ chối với lý do hòa bình chưa thực sự lập lại trên đất nước Việt Nam.
- Mai Chí Thọ (1922-2007) Đại tướng Công an Nhân dân đầu tiên của Việt Nam, Bộ trưởng Bộ Nội vụ
- Phạm Hồng Hà ủy viên BCH Trung ương Đảng, Bí thư Tỉnh ủy tỉnh Nam Định, học sinh lớp D khóa 73-76.[1]

### Văn hóa
- Nguyễn Tuân nhà văn (1910-1987)
- Nam Cao nhà văn (1915-1951)
- Thép Mới nhà văn (1925-1991)
- Phong Điệp nhà văn

### Giáo dục
- GS.VS.NGND Phạm Minh Hạc (Chuyên gia giáo dục học, nguyên Bộ trưởng Bộ giáo dục - đào tạo)
- PGS.TS Bùi Anh Tuấn hiệu trưởng trường Đại học Ngoại Thương (nguyên Vụ trưởng Vụ Giáo dục Đại học thuộc Bộ Giáo dục và Đào tạo) [2]
- GS.TS.NGND Trần Thọ Đạt hiệu trưởng trường Đại học Kinh tế quốc dân[3]

### Kinh tế - xã hội
- NSƯT Kim Cúc, PTV Đài Tiếng nói Việt Nam
- TS. Trần Đăng Tuấn (nguyên PGĐ Đài Truyền hình Việt Nam, tổng giám đốc AVG)
- Nguyễn Cao Kỳ Duyên, Hoa hậu Việt Nam 2014
- Diễn viên Diệu Hương
- Trần Hạnh Phúc, MC của chương trình Chuyển động 24h, Đài Truyền hình Việt Nam
- Vũ Thảo My, quán quân Giọng hát Việt - The Voice 2013
- Lê Hoàng Linh, Biên tập viên của Ban Truyền hình Đối ngoại (VTV4), Đài Truyền hình Việt Nam
- Lâm Vũ Tuấn, Á quân cuộc thi chung kết Đường lên đỉnh Olympia năm thứ 16.

## Danh hiệu và phần thưởng
- 2012: Huân chương Độc lập hạng Nhất lần thứ 2
- 2010: Cờ thi đua của Thủ tướng Chính phủ (V)
- 2009: Cờ thi đua của Thủ tướng Chính phủ (IV)
- 2004:
  - Huân chương Độc lập hạng Nhất
  - Bằng khen "Đơn vị 10 năm liền tiên tiến xuất sắc" của ủy ban nhân dân tỉnh Nam Định
- 2003: Cờ "Đơn vị xuất sắc nhất ngành GD ĐT" của Bộ Giáo dục và Đào tạo.
- 2002: Cờ "Đơn vị xuất sắc nhất ngành GD ĐT" của ủy ban nhân dân tỉnh Nam Định
- 2001
  - Huân chương Lao động hạng Ba – Cho Đoàn trường.
  - Bằng khen của Thủ tướng Chính phủ
- 2000
  - Nhà nước tặng danh hiệu "Anh hùng Lao động trong thời kỳ đổi mới"
  - Cờ "Đơn vị 3 năm liền dẫn đầu trong phong trào thi đua của Trung ương Đoàn"
  - Tặng cờ tập thể Anh hùng của Bộ giáo dục
  - Cờ tiến tiến xuất sắc của Tổng liên đoàn Lao động Việt Nam
  - Cờ "Giải Nhất toàn đoàn thi học sinh giỏi tỉnh Nam Định"
- 1999: Huân chương Độc lập hạng Nhì
- 1998: Cờ thi đua xuất sắc của tổng liên đoàn Lao động Việt Nam
- 1995: Huân chương Độc lập hạng Ba
- 1992, 1994: Cờ của Tổng liên đoàn Lao động Việt Nam
- 1993 – 1994: Huân chương Lao động hạng Nhất (lần 2)
- 1991 – 1992
  - Cờ luân lưu của Chính phủ (lần 3)
  - Huân chương Lao động hạng Ba (giáo viên tổ Vật lý – Kĩ thuật)
- 1990 – 1991: Huân chương Lao động hạng Ba (giáo viên tổ Văn chuyên)
- 1982: Cờ luân lưu của Chính phủ (lần 3)
- 1981: Huân chương Lao động hạng Nhất (lần 1)
- 1977: Huân chương Lao động hạng Nhì
- 1976: Cờ luân lưu "Đơn vị dẫn đầu thi đua" toàn ngành Giáo dục của Chính phủ (lần 1)
- 1971: Huân chương Lao động hạng Ba
- 1955: Cờ thi đua khá nhất của UBHC Liên khu Ba.

## Danh sách hiệu trưởng[4]
| Nhiệm kỳ  | Họ và tên        |
| --------- | ---------------- |
| 2023-     | Phạm Thanh Ngọc  |
| 2019-2023 | Phạm Thị Huệ     |
| 2017-2019 | Ngô Vỹ Nông      |
| 2014-2017 | Vũ Đức Thọ       |
| 2008-2014 | Cao Xuân Hùng    |
| 1997-2008 | Nguyễn Viết Hùng |
| 1988-1997 | Vũ Đức Thứ       |
| 1985-1988 | Nguyễn Văn Xuyên |
| 1981-1985 | Phạm Tiến        |
| 1965-1981 | Lê Văn Hạp       |
| 1964-1965 | Trần Đức Dực     |
| 1962-1964 | Nguyễn Văn Chiển |
| 1948-1962 | Đào Văn Định     |
| 1947-1948 | Phó Đức Tố       |